# Marlen Spindler

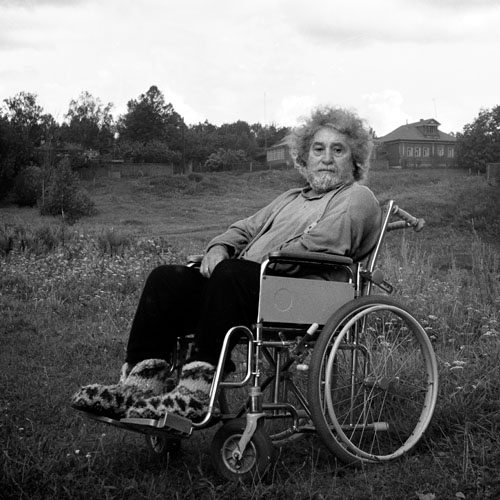
Porträt Marlen Spindler

Marlen Pawlowitsch Spindler (russisch Марлен Павлович Шпиндлер; * 15. März 1931 in Karakol; † 18. Mai 2003 in Kraskowo) war ein russischer Nonkonformist.
In Russland selbst ist er wie auch die übrigen Nonkonformisten im Allgemeinen wenig bekannt. Zwar wurde Marlen Spindler 1996 mit einer Ausstellung in der renommierten Tretjakow-Galerie in Moskau gewürdigt, und seine Bilder hängen inzwischen auch im Russischen Museum in St. Petersburg – doch der wegen Schmarotzertum in der Sowjetunion zu 15 Jahren Haft und Exil verurteilte Spindler ist im Ausland anerkannter als in Russland.

## Kindheit im zentralasiatischen „Zauberland“
Marlen Spindler wurde am 15. März 1931 im kirgisischen Städtchen Karakol geboren, rund 150 Kilometer von der chinesischen Grenze entfernt. Der jüdische Vater und die russisch-orthodoxe Mutter mussten aus religiösen Gründen heimlich heiraten und tauften deshalb den Sohn ihrer „Mischehe“ nach den Atheisten Marx und Lenin. Mar-Len ist also kein weiblicher Vorname, sondern ein Kofferwort aus Marx und Lenin.
1932 zog die Familie in die Usbekische Sozialistische Sowjetrepublik, zuerst in die Stadt Samarkand, dann nach Taschkent, und anschließend weiter nach dem kasachischen Alma-Ata. Marlen Spindlers Kindheit in der zentralasiatischen Sowjetunion – nach seinen Worten ein Zauberland mit Minaretten und Basaren in den Städten, mit wilden Pferden und Kamelen in weiten Steppen – war ihm zeitlebens eine große Inspiration für seine Malerei.
Von Zentralasien zog die Familie 1941 sechs Zeitzonen nach Westen, in ein kleines Holzhaus im Moskauer Vorort Kraskowo. Marlen Spindler wurde dort 1947 bis 1950 an der staatlichen Kunstschule bei den Mosfilm-Studios ausgebildet.

## Frühe Einflüsse
Von 1951 bis 1954 musste der junge Künstler in einer Kaserne im Gebiet Wladimir Militärdienst leisten. Weil Spindler allen Verboten zum Trotz bei jeder Gelegenheit malte, saß er über 200 Tage seiner dreijährigen Dienstzeit im Arrest. Das hielt ihn nicht davon ab, bei jeder Gelegenheit die Truppe zu verlassen und die Uspenskij-Kathedrale in Wladimir oder die heute zum UNESCO-Welterbe zählende Mariä-Schutz-und-Fürbitte-Kirche in Bogoljubowo zu malen.
Mit seinem miserablen militärischen Führungszeugnis hatte Marlen Spindler keine Chance auf einen Studienplatz an der Kunstakademie. Er musste deshalb bis 1968 im Moskauer Kombinat für grafische Kunst „Promgrafik“ arbeiten, wo er sehr erfolgreich über 200 Logos für Industrieprodukte gestaltete. Durch die essentielle Reduktion der sozialistischen Warenzeichen fand er in seiner Kunst zur Abstraktion.
Ein wichtiger Einfluss für Spindler waren die berühmten Fresken und Ikonen von Andrei Rubljow in der Uspenski-Kathedrale, die er aus seiner Militärzeit kannte. Marlen Spindler reiste dafür immer wieder nach Wladimir, um die altrussischen Ikonen zu betrachten: „Ich liebte sie sehr und sah die Originale immer wieder. All das ging mir so ins Blut über, dass ich manchmal denke, ich habe sie selbst gemalt.“
Marlen Spindler hielt sich nicht an die staatliche Direktive des Sozialistischen Realismus. Er malte wilde Pferde und orthodoxe Kreuze, spielte mit Licht und Schatten zwischen Gegenständlichem und Abstraktem, mischte sich seine erdigen Töne und pudrigen Pastelle selbst aus Naturfarben, statt die vorgegebenen plakativen Farben zu verwenden.

## Hinter Gittern
Für seine nonkonforme Kunst bestrafte ihn der Staat mit der Entlassung aus der „Promgrafik“. Diese als ungerecht empfundene Strafe verstärkte den aufbrausenden Charakter von Marlen Spindler, Trunkenheit und Tätlichkeiten kamen dazu – das Resultat waren insgesamt 15 Jahre Gefängnis und Exil fern von seiner Familie.
Doch selbst hinter Gittern malte Marlen Spindler. Mit teilweise abenteuerlicher Mischtechnik, je nachdem welche Farben er gerade finden konnte, brachte er düstere Szenen auf Packpapier oder zerschlissene Leintücher: Ein Häftling, der seinen Löffel abschleckt, Gefangene beim Domino-Spiel oder die magere Katze im Straflager.
Viele seiner Werke hinter Gittern wurden von den Gefängniswärtern entdeckt und verbrannt. Seine Frau konnte aber unter ihren Röcken versteckt immer wieder Bilder von Marlen Spindler aus dem Gefängnis schmuggeln.

## Malerei in Freiheit
Erst 1989, mit dem Aufkommen der Perestroika, wurde Marlen Spindler begnadigt und aus der Haft entlassen. In der neu gewonnenen Freiheit konnte er aber nur wenige Bilder malen, die Jahre hinter Gittern forderten aber ihren Tribut: 1994 und 1997 erlitt er je einen Schlaganfall. Daran war 1962 bereits sein Vater Pawel Lwowitsch gestorben und 2002 starb sein Bruder Juri an derselben Krankheit. Lähmungen fesselten den athletischen Mann ans Bett „wie einen besiegten Hünen“.
Da Marlen Spindler seine verbotenen Bilder nie verkaufen konnte, hatte er sein ganzes Lebenswerk zu Hause. Er lagerte sie auf Tischen und selbst gemachten Regalen, versteckte sie unter dem Bett oder in Zwischenböden. 1996 brannte das Elternhaus in Kraskowo ab – nur zwei Monate zuvor war sein Lebenswerk nach Moskau gebracht worden, um die Bilder vor der hohen Luftfeuchtigkeit im alten Holzhaus zu schützen.

## Ausstellungen

### Einzelausstellungen
- 1991 Moskau. Aerostar-Hotel
- 1993 Moskau. Contemporary Art Center (Studio 20 Gallery)
- 1994 Moskau. Contemporary Art Center (Studio 20 Gallery). Graphic works Moscow. The International Federation of Artists
- 1996 Moskau. Tretjakow-Galerie
- 2006 Zürich. Nadja Brykina Gallery. Retrospektive
- 2010 Zürich. Nadja Brykina Gallery. Retrospektive aus Anlass der Buch-Trilogie über die Lebensreise von Marlen Spindler zwischen Gefangenschaft und Freiheit (siehe Literatur)

### Gruppenausstellungen
- 1958 Moskau. The fourth exhibition of young Moscow artists
- 1962 Moskau. Bolshaya Kommunisticheskaya (heute uliza Alexandra Solschenizyna im Stadtteil Taganski). Exhibition of works by artists belonging to E. Belyutin’s Studio
- 1975 Moskau. Preliminary reviews in private flats prior to the All-Union Exhibition
- 1975 Moscow. Exhibiton of Young Artists at the “House of Culture” – in the USSR. Exhibition of Economic Achievement
- 1976 Moskau. Spring exhibitions in private flats (M. Odnoralov’s studio)
- 1987 Moskau. Hermitage Park. “A Retrospective of Moscow. Artists’ Works of 1957-87”
- 1988 Moskau. The Central House of Artists. Graphic works of Moscow Artists
- 1989 Helsinki. The House of Soviet Science and Culture “Collection – 89”
- 1990 Moskau. Tretjakow-Galerie. “The Other Art”
- 1990 Tampere. Museum of Arts. “Treasures in the Dirt”
- 1991 Moskau. The Palace of Youth. “The Logic of Paradoxes”
- 1991 Moskau. The Central House of Artists. “The Golden Brush”
- 1993 Moskau. Tretjakow-Galerie. “Postmodern Art and National Traditions”
- 1996 Moskau. Tretjakow-Galerie. “Non-conformists – the Second Russian Avant-garde 1955-1988. From Bar-Ger’s Collection”

1997 sendete das Russische Fernsehen einen Dokumentarfilm der Fernsehjournalistin Nadja Brykina über das Leben und Werk von Marlen Spindler, der 2003 in Kraskowo starb.

## Anzahl seiner Werke, Sammlungen in Museen
- Tretjakow-Galerie in Moskau
- Russisches Museum in St. Petersburg.
- Nadja Brykina Gallery in Zürich (Nachlassverwalterin)

## Familie
Marlen Spindler heiratete 1956 in erster Ehe die Malerin Valentina Lapschina, zwei Jahre später wurde ihr Sohn Nikolaj (Kolja) geboren. 1965 heiratete er in zweiter Ehe die Künstlerin Lydia Tokarewa, ein Jahr später kam ihre Tochter Mascha zur Welt.

## Literatur

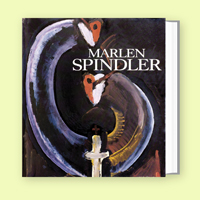
Monographie der wichtigsten Werke
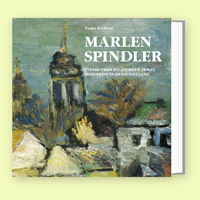
Reise über das alte Land
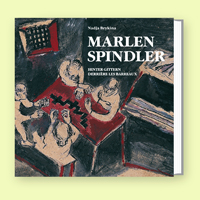
Hinter Gittern
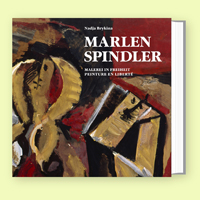
Malerei in Freiheit
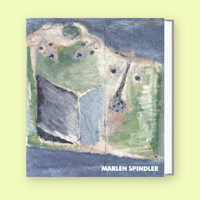
Katalog und Lebenslauf